# Watain
Watain — шведская блэк-метал-группа, основанная в 1998 году в городе Уппсала, Швеция. Группа была образована вокалистом и бас-гитаристом Эриком Даниэлссоном, гитаристами Пелле Форсбергом и Си Блумом и барабанщиком Хоканом Юнсоном, после записи альбома Rabid Death's Curse из группы уходит гитарист Си Блум. На концертах в группе участвуют Дэвид Тотаро и Алваро Лилло.
Обложки альбомов, тексты песен и идеология группы связаны с тематикой смерти, тьмы и дьяволопоклонничества. Также группа известна своими церемониальными выступлениями, подобными мессам, на которых самые тёмные традиции блэк-метала сочетаются с присутствием древней магии, мастерством и извращённым, но торжественным изяществом в поклонении Сатане.
За свою карьеру группа выпустила семь студийных альбомов и два EP. Также были изданы два концертных альбома: Black Metal Sacrifice (до дебютного альбома) и The Ritual Macabre (после дебютного альбома). Первые два студийных альбома группа выпустила на лейбле Drakkar Productions, два последующих были выпущены на лейбле Season of Mist. Пятый и шестой альбомы изданы лейблом Century Media Records.
Альбом Sworn to the Dark (2007) попал в список из 25 самых важных альбомов блэк-метала по версии журнала Revolver.
На сегодняшний день последним студийным альбомом группы является альбом The Agony & Ecstasy of Watain, изданный 29 апреля 2022 года на лейбле Nuclear Blast.

## История

### Начало — Rabid Death’s Curse (1998—2002)

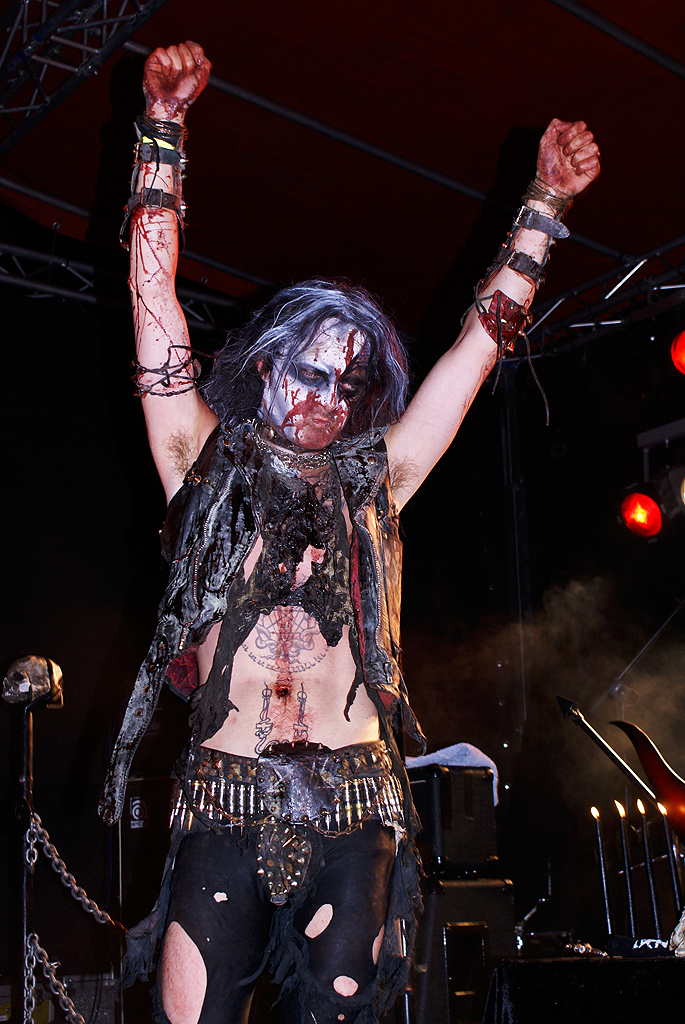
Эрик Даниэлссон в 2007 году

Шведская группа Watain была образована вокалистом и бас-гитаристом Эриком Даниэлссоном, гитаристами Пелле Форсбергом и Си Блумом и барабанщиком Хоканом Юнсоном в 1998 году в городе Уппсала, Швеция. Своё название группа позаимствовала из названия песни американской блэк-метал-группы Von.
Свою творческую карьеру группа начала с демозаписи под названием Go Fuck Your Jewish God, которая была выпущена в 1998 году и включала в себя пять песен: «When Stars No More Shine», «Midnight Posession», «On Horns Impaled», «The Mightiest of Maledictions» и кавер на песню Darkthrone «Unholy Black Metal». Этой записью заинтересовался местный лейбл Grim Rune Productions. Переговоры с лейблом были недолгими, и в конце 1999 года Watain отправились в студию Necromorbus записывать свой первый EP под названием The Essence Of Black Purity. Эта запись состояла из двух песен («On Horns Impaled» и «The Essence of Black Purity») и была выпущена тиражом в триста копий. В феврале 1999 года группа выпускает свой первый концертный альбом Black Metal Sacrifice на лейбле Independent общим тиражом в 666 копий. EP The Essence of Black Purity попал в поле зрения лейбла Drakkar Productions, который предложил группе контракт на два альбома. После этого группа записала свой дебютный альбом Rabid Death’s Curse на студии Necromorbus, который был издан в 2000 году. Продюсером стал Туре Шерна; также он занимался микшированием альбома. Выпуск на CD был ограничен тысячью копиями. Переиздание альбома включало в себя бонус-песню «When Heavens End» (Dødheimsgard cover), а переиздание лейблом Season of Mist в 2008 вышло с бонус-треком «The Essence of Black Purity». Выпуск на LP на End All Life Productions в 2000 был ограничен 350 копиями и содержал бонус-трек «Curdle the Blood». После выпуска альбома из группы Уходит Си Блум. После релиза дебютного LP Watain выпускают в 2001 году на лейбле Sakreligious Warfare Productions свой второй концертный альбом под названием The Ritual Macabre, который был записан в Бельгии в 2000 году. Затем Watain отправляются в европейское турне в поддержку своего альбома. За время турне группа выступала с такими коллективами как Rotting Christ, Impiety, Mutilation, Antaeus, Dark Funeral, Malign, Mortuary Drap. К лету 2003 года у группы набралось достаточное количество материала для второго альбома.

### Casus Luciferi — Sworn to the Dark (2002—2007)
Запись второго студийного альбома, Casus Luciferi, вновь проходила в Necromorbus Studio. Он был выпущен в ноябре 2003 года как в CD варианте на лейбле Drakkar, так и на виниле Norma Evangelium Diaboli. Кроме того, в 2008 году на лейбле Season of Mist вышло переиздание альбома с бонус-треком «Watain» (Von cover).
Альбом получил положительные отзывы, а британский журнал «Terrorizer» присвоил ему звание «Album of the Month». После релиза альбома группа отправилась в турне по Европе под названием «Stellar Descension Infernal Tour», в компании с Secrets Of The Moon и Averse Sefira. Свою деятельность группа продолжила и в 2004 году. Сначала она отправилась в Чехию на фестиваль Open Hell Fest, затем посетила Италию и Англию, а потом провела мини-тур по Финляндии. После этого Watain провели двухмесячные гастроли в компании Dissection.
Следующим, третьим по счёту студийным альбомом группы стал альбом под названием Sworn to the Dark, который был выпущен 19 февраля 2007 года на лейбле Season of Mist, с которым группа заключила контракт после завершения контракта с Drakkar. Запись альбома также проходила в Necromorbus Studios в 2006 году.
Альбом Sworn to the Dark был посвящён Йону Нёдтвейдту, который был вокалистом и гитаристом шведской блек-метал-группы Dissection. 16-го августа 2006 года Йон Нёдтвейдт был найден мёртвым в кругу свечей в своей квартире в пригороде Стокгольма, в Хэсселбю. Смерть наступила в результате самоубийства, произведённого с помощью выстрела в голову из пистолета. Sworn to the Dark занимал 13 позицию в списке «Black Metal’s Top 40 Albums».

### Lawless Darkness — настоящее (с 2008)

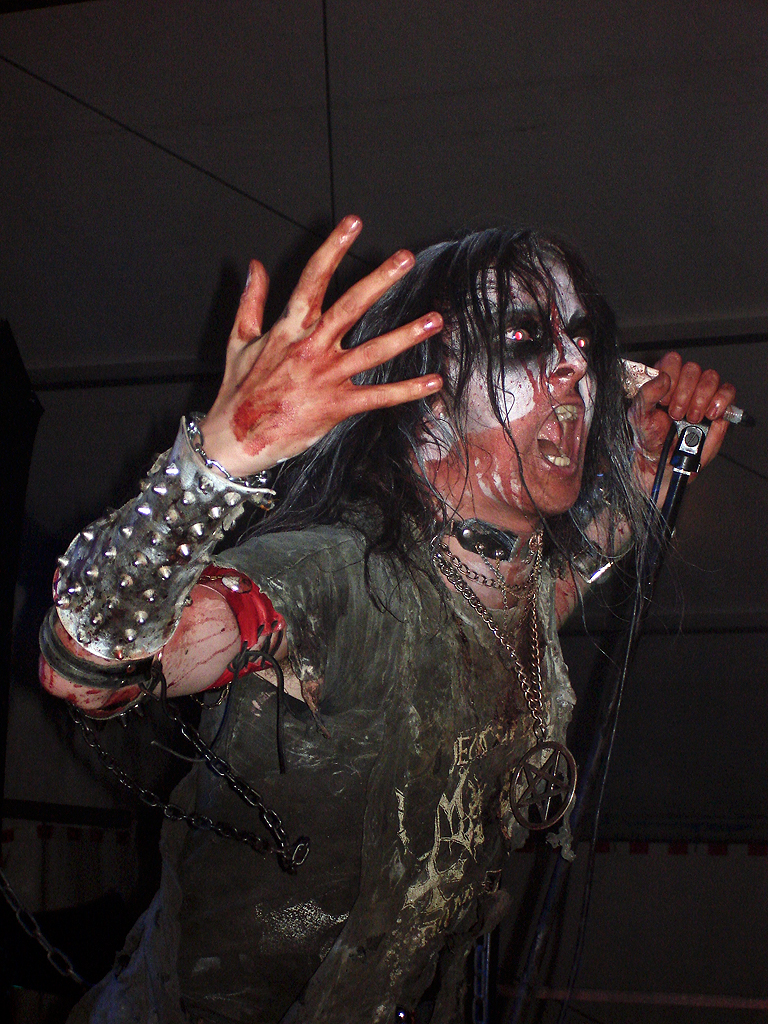
Эрик Даниэлссон в 2006 году

30 апреля 2010 года состоялся релиз второго EP Reaping Death на лейбле Season of Mist. Этот ЕР включал в себя две песни: «Reaping Death» и «Chains of Death» (Death SS cover). В другой версии EP содержит кавер «The Return of the Darkness and Evil» группы Bathory. «Reaping Death» получил золотой статус в Швеции 21 апреля 2010 года, согласно International Federation of the Phonographic Industry за продажи, которые превысили 10 000 копий. Такое количество продаж ЕР было достигнуто путём соглашения с журналом Sweden Rock Magazine, с которым и продавался Reaping Deat. Композиция «Reaping Death» вошла в четвёртый альбом Watain, который занял 27-е место в официальном чарте Швеции и опустился на 37-ю позицию через неделю.
Обложка и сюжет песни «Reaping Death» посвящены первому убийце и сатанисту — Каину. Иллюстрация изображает торжествующего Каина над телом убитого брата Авеля, тем самым показывая трансформацию от Раба Создателя к Разрушителю. На заднем плане Пламя Люцифера и его дети, танцующие в экстазе от происходящего вокруг. С убийством Авеля — актом беззаконного желания — впервые были открыты ворота Смерти. «Reaping Death» — празднование этого акта, гимн голодному пламени, которое живёт в сердцах потомков Каина.
Вслед за этим ЕР выходит четвёртый студийный альбом группы под названием Lawless Darkness. Релиз состоялся 7 июня 2010 года на лейбле Season of Mist. Запись альбома проходила в студии Necromorbus Studio, в Швеции. Оформлением альбома занимался Збигнев Биелак. Альбом был выпущен в трёх версиях: обычный CD, лимитированый диджипак с бонус песней «Chains of Death» (DEATH SS cover), коллекционное издание с буклетом об истории группы. Издание ограничено 1000 копиями по всему миру.
По словам Стивена Хеллера из PrintMag.com, постер для Watain был создан нью-йоркским дизайнером Metastazis и был отпечатан при помощи технологии шелкографии с использованием человеческой крови. Сам Metastazis прокомментировал, что его студия «посвящена самым скандальным, но утончённым формам выражения».
Альбом «Lawless Darkness» был продан тиражом около 1 000 экземпляров в США в первую неделю релиза. Диск занял 42-е место в чарте Top New Artist Albums (Heatseekers), в который попадают лучшие по продажам альбомы новых артистов, ни разу не входивших в список Top 100 of The Billboard 200.
Watain были удостоены награды в номинации «Best Hard Rock» на шведской премии Grammis, церемония вручения которой прошла семнадцатого января в Стокгольме.

## Музыка и идеология группы
Группа известна своей экстремальной направленностью, шокирующими выступлениями и позиционированием своей группы как тру блэк-метал. Важное место в тематике творчества группы занимает сатанизм и поклонение Сатане. Изображения трезубца в руках Сатаны на части альбомов группы и в буклетах альбомов играет ту же роль, что и коса в руках аллегорической фигуры Смерти, а также символизирует принцип «разделяй и властвуй».

## Участники группы
Схема 

### Текущий состав
- Эрик Даниэлссон (швед. Erik Danielsson) — вокал, бас-гитара (1998 — настоящее время)
- Пелле Форсберг (швед. Pelle Forsberg) — гитара (1998 — настоящее время)
- Хокан Юнсон (швед. Håkan Jonsson) — ударная установка (1998 — настоящее время)

### Концертные участники
- Дэвид Тотаро (англ. Davide Totaro) — гитара (2003 — настоящее время)
- Алваро Лилло (англ. Alvaro Lillo) — бас-гитара (2003 — настоящее время)

### Бывшие участники
- Си Блум (швед. C. Blom) — гитара (1998—2000)
- Туре Шерна (швед. Tore Stjärna) — бас-гитара (2000—2002) (сессионный участник)

## Дискография

### Студийные альбомы
| Год             | Студийный альбом                                   | Лейбл               |
| --------------- | -------------------------------------------------- | ------------------- |
| 2000            | Rabid Death's Curse 1-й студийный альбом           | Drakkar Productions |
| 2003 ноябрь     | Casus Luciferi 2-й студийный альбом                | Drakkar Productions |
| 2007 19 февраля | Sworn to the Dark 3-й студийный альбом             | Season of Mist      |
| 2010 7 июня     | Lawless Darkness 4-й студийный альбом              | Season of Mist      |
| 2013 19 августа | The Wild Hunt 5-й студийный альбом                 | Century Media       |
| 2018 5 января   | Trident Wolf Eclipse 6-й студийный альбом          | Century Media       |
| 2022 29 апреля  | The Agony & Ecstasy of Watain 7-й студийный альбом | Nuclear Blast       |

### EP
| Год            | EP                                 | Лейбл          |
| -------------- | ---------------------------------- | -------------- |
| 1999 апрель    | The Essence of Black Purity 1-й EP | Grim Rune      |
| 2010 30 апреля | Reaping Death 2-й EP               | Season of Mist |

### Демо
| Год  | Демо                      | Лейбл         |
| ---- | ------------------------- | ------------- |
| 1998 | Go Fuck Your Jewish «God» | Self Released |
| 2002 | Puzzlez ov Flesh          | Independent   |

### Концерты
| Год  | Концертный альбом                 | Лейбл                            |
| ---- | --------------------------------- | -------------------------------- |
| 1999 | Black Metal Sacrifice 1-й концерт | Independent                      |
| 2001 | The Ritual Macabre 2-й концерт    | Sakreligious Warfare Productions |

### Видеоклипы
- 2013 — «Outlaw»
- 2017 — «Nuclear Alchemy»